# Ilancuéitl
Ilancuēitl es el nombre de diversos personajes nahuas históricos, tanto mujeres como hombres, poco conocidos. Este nombre, en náhuatl, significa 'faldón de anciana' (cuē(i)-tl 'faldón, falda, vestido', ilamah 'anciana').
El personaje más relevante de este nombre es una mujer que se relaciona con la nobleza y el derecho a gobernar en el centro de México en el siglo XIV. Por desgracia, los relatos de tradición mexica responden a intereses de las élites dominantes, por lo que el registro histórico presenta muchas inconsistencias y contradicciones. 

## Temporalidad
El periodo de 1299 a 1376 está lleno de lagunas y datos imprecisos, curiosamente y a pesar de ser el momento crucial en que se supone se fundó la Ciudad de México, es necesario recurrir a las investigaciones más detalladas de los  orígenes de los mexicas. A la vez, se debe entender que las distintas tradiciones (o versiones) existentes derivan en parte de adaptaciones que buscaban apropiarse del legado de otros pueblos. Investigaciones más profundas desde los ochenta revelaron la existencia de Ilancueitl (mujer) que gobernó a los mexicas al inicio de su historia "imperial", posiblemente entre 1299 y 1347.
Las fuentes son prolijas en la descripción de la fundación de México, la mayoría haciéndola coincidir con el año 1325 pero sucesos posteriores y algo anteriores son breve y ambiguamente descritos, como la fundación de Tlatelolco, las guerras otomíanas, el ascenso de Tezozomoc o las características del gobierno de los mismos mexitin-mexicas. Esta situación debe entenderse como el resultado de una manipulación para ocultar determinada información. La vida de Ilancueitl transcurre y se conecta con personas que vivieron en el primer cuarto del siglo XIV. Cuando al parecer había un predominio de las dinastías de Colhuacan y Coatlichan en el sur de la cuenca de México.

## Nobleza de Ilancueitl
Ilancueitl aparece en los códice Ixhuatepec, Fragment de l'histoire des anciens mexicains, Códice Xolotl, Códice García Granados entre otros, además de su clara mención cómo gobernante en la Historia de los mexicanos por sus pinturas (Garibay, 1965:57). Aunque la imagen más importante aparece en el Códice Telleriano-Remensis (fol. 29v) en el cual se confirma que es esposa de Huehue Acamapichtli y madre del segundo Acamapichtli (de Tenochtitlan).

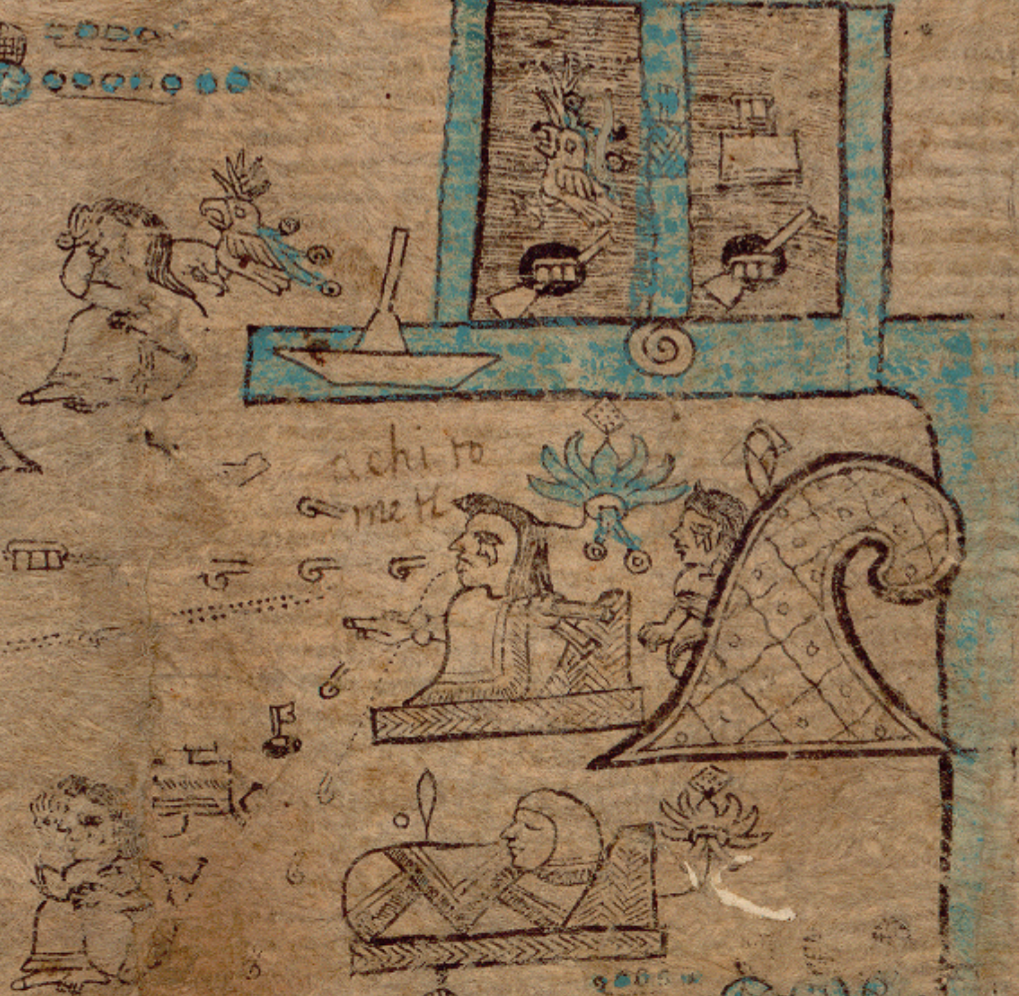
Ilancueitl en la lámina 3 del Códice Xolotl, en una conexión remota con Achitometl como su padre.

En el Códice Xolotl aparece Ilancueitl como hija de Achitometl, teniendo por hermana a Atotoztli I; estas princesas colhuas al casarse con dos "caudillos" chichimecas (Acamapichtli y Huetzin) tienen la función de ennoblecer a esas nuevas casas señoriales. Sin embargo, la cronología del Códice Xolotl no concurda con la mayoría de las fuentes, que colocan el gobierno de Achitometl I en 1151-1171 y de Achitometl II en 1336-1347.
En esencia las fuentes coinciden en colocar a Ilancueitl conectada con la nobleza colhua, ya sea también como hija de Nauhyotl o de Xihuitltemoc; en otras versiones incluso aparece como reina o princesa de Coatlichan, ya sea como hija o hermana de Acolmiztli, tlahtoani de esa ciudad.

## Ilancueitl reina fundadora de Tenochtitlan
El papel que juega Ilancueitl es clave para establecer la legitimidad del gobierno tenochcatl, al respecto dice Susan Gillespie:

El principal agente de esa coyuntura crítica era una mujer, una reina, que tenía derecho a otorgar la realeza. Así, la función de las mujeres reales en el mantenimiento de la dinastía era tan importante como el de los hombres que gobernaban.
Los reyes aztecas, p. 61

Esta relevancia ideológica hizo que Ilancueitl tomara distintas posiciones en la escala dinástica, llegando al grado de fusionarse con Atotoztli y tener lugares intercambiables como madre y esposa, llegando a tal grado que resultan ser una sola persona.
Por lo tanto, ideológicamente, los relatos se manipulan y se adaptan a distintos intereses como vemos; en primer lugar una marcada intención de que sea de origen colhuacano. Aunque más relevante es ser funcional al modelo nativo, por lo que al acomodar los relatos a la versión incestuosa, donde Ilancueitl (madre) se casa con Acamapichtli (su hijo), el resultado es la "no descendencia", es decir, las crónicas señalan que Ilancueitl es estéril y el tlahtoani tiene que procrear con concubinas. 
Por lo que al limpiar las inconsistencias es patente que Ilancueitl es la madre de Acamapichtli de Tenochtitlan, que para ello fue esposa de Huehue Acamapichtli (tlatoani de Cōlhuahcān), que ciertamente estaba conectada con la casa real de Coatlichan al ser hermana de Ahcolmiztli y fue impuesta sobre los mexicas por Coxcoxtli (también escrito como Coxcox), tlahtoani de Colhuacan. Algunas fuentes señalan que Tenoch gobernó de 1299 a 1363, un periodo de 64 años bastante largo en comparación con el promedio de vida de la época, de haber sido así su gobierno debería haber dejado más testimonios y vestigios, los cuales no existen, por lo que un gobierno dirigido por Ilancueitl entre 1299 y 1347 es factible, siendo su sucesor Tenoch de 1347 a 1363.